# اودبیورن هاگن
اودبیورن هاگن (انگلیسی: Oddbjørn Hagen؛ ۳ فوریه ۱۹۰۸ – ۲۵ ژوئن ۱۹۸۳) اسکی‌باز نوردیک ترکیبی اهل کشور نروژ بود.
وی در مسابقات کشوری و بین‌المللی در مجموع برندهٔ ۳ مدال طلا، ۴ مدال نقره شده‌است.